# Detmolder Sommertheater

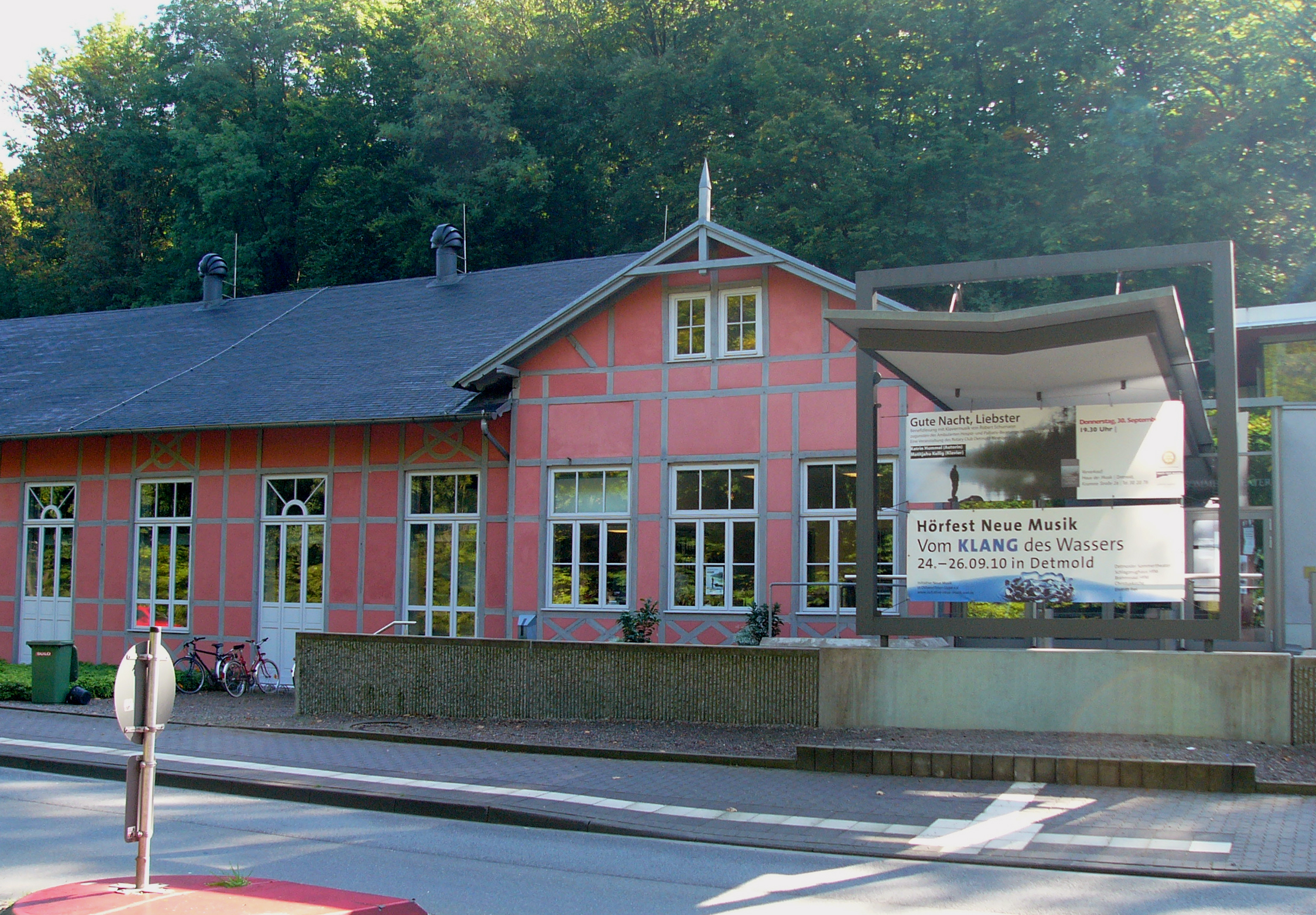
Sommertheater in Detmold

Das Detmolder Sommertheater ist ein langgestreckter Fachwerkbau südlich der Detmolder Innenstadt. Bei dem Theater, das am 26. Juli 1896 eröffnet wurde, handelt sich um eins der letzten erhaltenen Sommertheater Deutschlands. Bis zum Ersten Weltkrieg kamen Stücke namhafter Autoren zur Aufführung, wie Goethe, Schiller, Hauptmann, Hebbel und Grillparzer. Als am 5. Februar 1912 das Detmolder Hoftheater abbrannte, diente das Sommertheater bis zum 29. September 1919 als Fürstliches Interimstheater. Schon in der gesamten Zeit seines Bestehens wurde das Sommertheater auch für andere Veranstaltungen genutzt und fungierte als Saalbau der benachbarten Gaststätte Neuer Krug. Zahlreiche Vereinsfeste, größere private Familienfeiern und Tanzlustbarkeiten fanden hier statt. Eine weitere Attraktion zu Beginn des 20. Jahrhunderts waren die ersten Filmvorführungen, die im Saal des Sommertheaters stattfanden. 1925 wurde der Theaterbetrieb im Sommertheater eingestellt und das Haus verkauft.
Im gleichen Jahr ließ der neue Besitzer, Weinhändler Carl Brockmann, das Gebäude an der Südseite erweitern. Die neoklassizistische Architektur des Anbaus ließ einen deutlichen Unterschied zum Fachwerkbau des Sommertheaters erkennen. Der Saalbau bot nun Platz für 1.500 Besucher und wurde als Restaurantbetrieb Neuer Krug, sowie für öffentliche Veranstaltungen genutzt. Zur Zeit der Weimarer Republik fanden hier vermehrt politische Veranstaltungen statt. Als Höhepunkt gilt die Zeit der letzten freien Landtagswahlen in Lippe im Januar 1933, als die Nationalsozialisten in Lippe einen aufwändigen Wahlkampf führten. Im Saalbau des Neuen Kruges fand am 13. Januar eine Großkundgebung mit Göring und Goebbels statt. Zu Beginn des Zweiten Weltkriegs kampierten im großen Saal kurzfristig Angehörige des Landesschützenbataillons, bevor sie als Besatzungssoldaten nach Polen gebracht wurden.
Nach Kriegsende 1945 wurde das ehemalige Sommertheater von der britischen Besatzungsmacht für die Truppenbetreuung beschlagnahmt und erst 1952 zurückgegeben. Schon 1945 war das Theater renoviert und  zu einem Schau-, Singspiel- und Filmtheater umgebaut worden. Es trug jetzt den Namen Residenztheater Neuer Krug. 1955 wurde das jetzt in Reginatheater umbenannte Kino nochmals modernisiert und mit 600 Sitzplätzen ausgerüstet. Der Riverside-Club eröffnete hier 1969 als eine der ersten großen Diskotheken in Detmold. Danach diente das Gebäude als Antiquitätenlager und bis 1993 als Lokal für das Chinarestaurant Goldener Drache.
Im Jahr 2000 kaufte die Stadt Detmold das seit 1995 unter Denkmalschutz stehende Gebäude und im Herbst 2001 begannen die Umbau- und Restaurierungsarbeiten zur Wiederherstellung des ehemaligen Sommertheaters. Die Erweiterung von 1925 wurde abgerissen und der historische Bau von 1896 in seiner ursprünglichen Größe wiederhergestellt. Am 3. Oktober 2003 war die feierliche Wiedereröffnung des 350 Sitzplätze umfassenden Sommertheaters, das seitdem für Veranstaltungen der benachbarten Hochschule für Musik und des Landestheaters Detmold genutzt wird.
Der Kulturbeamte Horst Adam (* 14. Oktober 1935 in Minden, † 25. März 2023 in Sarstedt) war der erste Geschäftsführer des wiedereröffneten Detmolder Sommertheaters. Er begleitete die Revitalisierung von den ersten Vorgesprächen über die Gründung des Vereins Die Initiative Detmolder Sommertheater bis zur Wiedereröffnung im Oktober 2003. Adam gründete auch das Kulturamt der Stadt Bielefeld.